# PEARS
PEARS is een Amerikaanse punkband uit New Orleans, Louisiana, gevormd in 2014 door Zach Quinn en Brian Pretus nadat hun vorige band (The Lollies) uit elkaar was gegaan. Bandleden Zach Quinn, Erich Goodyear en Brian Pretus spelen ook in Little Bags.

## Geschiedenis
De band werd opgericht begin 2014 door Zach Quinn en Brian Pretus, een jaar na het uiteenvallen van hun vorige band genaamd The Lollies. Quinn en Pretus vroegen voormalig bandlid Alex Talbot om hun basgitarist te worden, en hun vriend John Bourgeois om als drummer bij de band te gaan spelen. De band speelde hun eerste show op Mardi Gras samen met Off with Their Heads, wat de interesse van zanger Ryan Young, de oprichter van het label Anxious & Angry, wekte. Na een snelle afwisseling van de twee drummers Bourgeois (waarmee het album Go to Prison is opgenomen) en Tim Harman (die met de band op hun eerste tour meeging), werd Jarret Nathan (van de band Push Ups) de permanent drummer van de band.
Het debuutalbum Go to Prison werd onder eigen beheer uitgegeven door de band. De band ging op tours door de Verenigde Staten met bands als Dwarves, Red City Radio, Teenage Bottlerocket, Off with Their Heads, Direct Hit!, Lagwagon, en The Suicide Machines. Ze speelden tevens samen met Red City Radio op hun eerste Europese tour naar aanleiding van een Europese uitgave van het album door het Duitse label Gunner Records.
De band speelt momenteel bij het punklabel Fat Wreck Chords, waar ook het tweede studioalbum (Green Star) op 1 april 2016 werd uitgebracht.

## Leden
- Zach Quinn - zang
- Brian Pretus - gitaar, zang
- Erich Goodyear - basgitaar, zang
- Jarret Nathan - drums

## Discografie

### Studioalbums
- Go to Prison (2014, Anxious & Angry; heruitgave in 2015, Fat Wreck Chords)
- Green Star (2016, Fat Wreck Chords)
- Pears (2020, Fat Wreck Chords)

### Ep's
- ...In Diapers (2014, eigen beheer)
- Letters to Memaw (2015, Fat Wreck Chords)

### Videoclips
- "Forever Sad"
- "Victim to Be"
- "Framework"
- "Breakfast"
- "Punks in Vegas Sessions"
- "Green Star"